# Rhabditis maupasi
Rhabditis maupasi är en rundmaskart. Rhabditis maupasi ingår i släktet Rhabditis, och familjen Rhabditidae. Arten är reproducerande i Sverige.